# Guerra Civil russa

Front de la Guerra Civil russa al front occidental, 1918-1920

La Guerra Civil russa va ser una guerra civil multipartidista a l'antic Imperi Rus desencadenada pel derrocament del Govern Provisional Rus el 1917 durant la Revolució d'Octubre, ja que moltes faccions competien per determinar el futur polític de Rússia. Va resultar en la formació de la República Socialista Federativa Soviètica Russa i, més tard, de la Unió Soviètica a la major part del seu territori. El seu final va marcar el final de la Revolució Russa, que va ser un dels esdeveniments clau del segle XX.
La monarquia russa va acabar amb l'abdicació del tsar Nicolau II durant la Revolució de Febrer, i Rússia es trobava en un estat de canvi polític. Un estiu tens va culminar amb la Revolució d'Octubre, on els bolxevics van enderrocar el govern provisional de la nova República Russa. La presa del poder pels bolxevics no va ser acceptada universalment, i el país va sucumbir a un conflicte que es va convertir en una guerra civil a gran escala entre maig i juny de 1918. Els dos combatents més importants van ser l'Exèrcit Roig, que lluitava per l'establiment d'un estat socialista liderat pels bolxevics i encapçalat per Vladimir Lenin, i les forces conegudes com el moviment Blanc (i el seu Exèrcit Blanc), liderades principalment pels oficials de dretes de l'Imperi Rus, units al voltant de la figura d'Alexander Kolchak. A més, socialistes militants rivals, en particular els anarquistes ucraïnesos de Makhnovschina i els social-revolucionaris d'esquerres, van estar involucrats en conflictes contra els bolxevics. Ells, així com exèrcits verds no ideològics, es van oposar als bolxevics, els blancs i els intervencionistes estrangers. Tretze estats estrangers van intervenir contra l'Exèrcit Roig, en particular la intervenció aliada, l'objectiu principal de la qual era restablir el Front Oriental de la Primera Guerra Mundial. També van intervenir tres estats estrangers de les Potències Centrals, rivalitzant amb la intervenció aliada amb l'objectiu principal de retenir el territori que havien rebut al Tractat de Brest-Litovsk amb la Rússia soviètica.
Inicialment, els bolxevics van consolidar el control sobre la major part de l'antic imperi. El Tractat de Brest-Litovsk va ser una pau d'emergència amb l'Imperi Alemany, que havia capturat vastes extensions del territori rus durant el caos de la revolució. El maig de 1918, la Legió Txecoslovaca a Rússia es va revoltar a Sibèria. Com a reacció, els aliats van començar les seves intervencions al nord de Rússia i Sibèria. Això, combinat amb la creació del Govern Provisional de Tota Rússia, va veure la reducció del territori controlat pels bolxevics a la major part de la Rússia europea i parts de l'Àsia Central. El 1919, l'Exèrcit Blanc va llançar diverses ofensives des de l'est al març, el sud al juliol i l'oest a l'octubre. Els avenços van ser posteriorment aturats per la contraofensiva del Front Oriental, la contraofensiva del Front Sud i la derrota de l'Exèrcit del Nord-oest.
El 1919, els exèrcits blancs estaven en retirada i a principis de 1920 van ser derrotats en els tres fronts. Tot i que els bolxevics van ser victoriosos, l'extensió territorial de l'estat rus s'havia reduït, ja que molts grups ètnics no russos havien aprofitat el desordre per pressionar per la independència nacional. El març de 1921, durant una guerra relacionada contra Polònia, es va signar la Pau de Riga, que dividia territoris disputats a Bielorússia i Ucraïna entre la República de Polònia per una banda i la Rússia soviètica i la Ucraïna soviètica per l'altra. La Rússia soviètica va envair totes les nacions recentment independents de l'antic imperi o va donar suport a les forces bolxevics i socialistes allà, tot i que l'èxit d'aquestes invasions va ser limitat. Estònia, Letònia i Lituània van repel·lir les invasions soviètiques, mentre que Ucraïna, Bielorússia (com a resultat de la Guerra Polonesoviètica), Armènia, Azerbaidjan i Geòrgia van ser ocupades per l'Exèrcit Roig. El 1921, els bolxevics havien derrotat els moviments nacionals a Ucraïna i al Caucas, tot i que els aixecaments antibolxevics a l'Àsia Central van durar fins a finals de la dècada de 1920.
Els exèrcits sota el comandament de Kolchak finalment es van veure obligats a una retirada massiva cap a l'est. Les forces bolxevics van avançar cap a l'est, tot i trobar resistència a Txità, Iakut i Mongòlia. Aviat, l'Exèrcit Roig va dividir els exèrcits del Don i dels Voluntaris, forçant evacuacions a Novorossiisk al març i a Crimea al novembre de 1920. Després d'això, els combats van ser esporàdics fins que la guerra va acabar amb la captura de Vladivostok a l'octubre de 1922, però la resistència antibolxevic va continuar amb el moviment musulmà Basmachi a l'Àsia Central i al territori de Khabarovsk fins al 1934. Es calcula que hi va haver entre 7 i 12 milions de baixes durant la guerra, majoritàriament civils.
Tots dos bàndols van tenir aliats temporals, com ara l'Exèrcit Roig sovint amb esquerrans i grups revolucionaris, i les forces de l'Exèrcit Blanc, amb molts exèrcits estrangers (Estats Units, Japó, França, Imperi britànic). El suport de potències occidentals en la guerra s'anomena Intervenció Aliada a Rússia. Altres nacionalistes i regionals dels grups polítics també van participar en la guerra, inclosos els nacionalistes ucraïnesos verds de l'Exèrcit, l'Exèrcit Negre d'Ucraïna anarquistes i la Guàrdia Negra i senyors de la guerra com Ungern von Sternberg.
Els enfrontaments més intensos van tenir lloc des de 1918 fins a 1920. Les grans operacions militars van acabar el 25 d'octubre de 1922, quan l'Exèrcit Roig va ocupar Vladivostok, ocupat anteriorment pel govern provisional. L'últim enclavament de l'Exèrcit Blanc va ser el districte Ayan-Maysky, a la costa del Pacífic, on el general Anatoli Pepeliàiev no va capitular fins al 17 de juny de 1923.

## Antecedents

### De la Primera Guerra Mundial a la Revolució Russa
L'Imperi Rus va lluitar a la Primera Guerra Mundial a partir de 1914 al costat de França i el Regne Unit (riple Entesa) contra Alemanya, Àustria-Hongria i l'Imperi Otomà (Potències Centrals).
La Revolució de febrer de 1917 va provocar l'abdicació de l'emperador Nicolau II de Rússia. Com a resultat, es va establir el Govern Provisional Rus format per una coalició de partits centristes, i es van organitzar soviets, consells electes d'obrers, soldats i camperols, a tot el país, cosa que va conduir a una situació de doble poder. La República Russa va ser proclamada el setembre del mateix any.
El conflicte té el seu inici en la signatura entre Rússia i Alemanya del tractat de Brest-Litovsk l'any 1918, amb el qual acabava la participació russa en la Primera Guerra mundial i a la vegada mostrava al món la debilitat amb què es trobava el nou règim soviètic, ja que aquest va haver de fer enormes concessions territorials.
Trotski, nomenat "comissari del poble", va reorganitzar amb molt d'èxit l'exèrcit de "treballadors i camperols" conegut com l'Exèrcit Roig, que havia estat creat el 1918. Cap a 1921, aquest exèrcit, el componien uns 5 milions de soldats.
El general Anton Denikin, al sud, i l'almirall Alexander Koltxak a Sibèria van ser els dos principals dirigents dels exèrcits blancs. Integrats per militars de carrera i, en bona part, voluntaris, els exèrcits blancs gaudien d'una millor preparació militar i disciplina, però eren molt inferiors en nombre respecte als roigs.

### Revolució d'Octubre
El Govern Provisional, liderat pel polític del Partit Socialista Revolucionari, Alexander Kerensky, no va poder resoldre els problemes més urgents del país, i el més important, posar fi a la guerra amb les Potències Centrals. Un cop militar fallit del general Lavr Kornilov el setembre de 1917 va provocar un augment del suport als bolxevics, que van prendre el control dels soviets, que fins aleshores havien estat controlats pels socialistes revolucionaris. Prometent la fi de la guerra i "tot el poder als soviets", els bolxevics van posar fi al doble poder enderrocant el Govern Provisional a finals d'octubre, la vigília del Segon Congrés de Soviets de Diputats d'Obrers i Soldats de Tota Rússia, en el que seria la segona Revolució de 1917. L'etapa inicial de la Revolució d'Octubre, que va implicar l'assalt a Petrograd, va tenir lloc en gran part sense baixes humanes. Malgrat la presa del poder pels bolxevics, van perdre contra el Partit Socialista Revolucionari a les eleccions a l'Assemblea Constituent Russa de 1917, i l'Assemblea Constituent va ser dissolta pels bolxevics com a represàlia. Els bolxevics aviat van perdre el suport d'altres aliats d'extrema esquerra, com els socialistes revolucionaris d'esquerra, després de la seva acceptació dels termes del Tractat de Brest-Litovsk presentat per l'Imperi Alemany. Per contra, diversos membres destacats dels socialistes revolucionaris d'esquerra havien assumit càrrecs al govern de Lenin i havien dirigit comissariats en diverses àrees. Això incloïa l'agricultura (Kolegaev), la propietat (Karelin), la justícia (Steinberg), les oficines de correus i telègrafs (Proshian) i el govern local (Trutovsky). Els bolxevics també van reservar diversos escons vacants als soviets i a l'Executiu Central per als partits menxevic i socialistes revolucionaris d'esquerra en proporció al seu percentatge de vot al Congrés. La dissolució de l'Assemblea Constituent també va ser aprovada pels socialistes revolucionaris d'esquerres i els anarquistes, ambdós grups eren partidaris d'una democràcia més radical.

### Formació de l'Exèrcit Roig
A partir de mitjans de 1917, l'exèrcit rus, l'organització successora de l'antic exèrcit imperial rus, va començar a desintegrar-se; els bolxevics van utilitzar els Guàrdies Rojos, formats per voluntaris, com a principal força militar, augmentats per un component militar armat de la Txekà (la policia secreta d'estat bolxevic). El gener de 1918, després de importants revessos bolxevics en combat, el futur Comissari del Poble Rus per a Afers Militars i Navals, Lev Trotski, va encapçalar la reorganització dels Guàrdies Rojos en un Exèrcit Roig d'Obrers i Camperols per tal de crear una força de combat més eficaç. Els bolxevics van nomenar comissaris polítics a cada unitat de l'Exèrcit Roig per mantenir la moral i garantir la lleialtat.
El juny de 1918, quan va quedar clar que un exèrcit revolucionari compost únicament per treballadors no seria suficient, Trotski va instituir el reclutament obligatori de la pagesia rural a l'Exèrcit Roig. Els bolxevics van superar l'oposició dels russos rurals a les unitats de reclutament de l'Exèrcit Roig prenent ostatges i disparant-los quan va ser necessari per obligar-los a obeir. La campanya de reclutament forçat va tenir resultats diversos, creant amb èxit un exèrcit més gran que el dels Blancs, però amb membres indiferents a la ideologia comunista.
L'Exèrcit Roig també utilitzava antics oficials tsaristes com a "especialistes militars" (voenspetsy); de vegades les seves famílies eren preses com a ostatges per assegurar-se la seva lleialtat. A l'inici de la guerra civil, els antics oficials tsaristes formaven tres quartes parts del cos d'oficials de l'Exèrcit Roig. Al final de la guerra civil, el 83% de tots els comandants de divisió i cos de l'Exèrcit Roig eren exsoldats tsaristes.

### Oposició a l'Assemblea Constituent

###### Dissolució de l'Assemblea Constituent, primeres rebel·lions de l'Assemblea Constituent

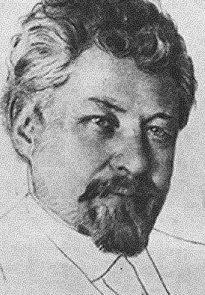
Víktor Txernov

L'Assemblea Constituent Russa havia estat una demanda dels bolxevics contra el Govern Provisional, que la va anar endarrerint constantment. Després de la Revolució d'Octubre, les eleccions van ser organitzades per l'òrgan nomenat per l'anterior Govern Provisional. Es basava en el sufragi universal, però utilitzava llistes de partits anteriors a la divisió entre els socialistes esquerrà i dretà. Els socialistes esquerrà i dretà antibolxevics van guanyar les eleccions amb la majoria dels escons, després de les quals, a les Tesis sobre l'Assemblea Constituent de Lenin, es va argumentar a Pravda que la democràcia formal era impossible a causa dels conflictes de classe, els conflictes amb Ucraïna i la revolta dels cadets-Kaledin. Va argumentar que l'Assemblea Constituent havia d'acceptar incondicionalment la sobirania del govern soviètic o es tractaria "per mitjans revolucionaris".
El 30 de desembre de 1917, el SR Nikolai Avksentiev i alguns seguidors van ser arrestats per organitzar una conspiració. Aquesta va ser la primera vegada que els bolxevics van utilitzar aquest tipus de repressió contra un partit socialista. Izvestia va dir que la detenció no estava relacionada amb la seva pertinença a l'Assemblea Constituent.
El 4 de gener de 1918, el Comitè Executiu Central de Tota Rússia va aprovar una resolució en què deia que el lema "tot el poder a l'assemblea constituent" era contrarevolucionari i equivalent a "a baix els soviets".

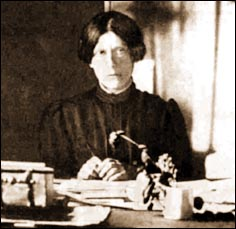
Maria Spiridonova

L'Assemblea Constituent es va reunir el 18 de gener de 1918. El republicà de dretes Viktor Txernov va ser elegit president derrotant la candidata recolzada pels bolxevics, la republicana d'esquerres Maria Spiridonova (més tard trencaria amb els bolxevics i després de dècades de gulag, va ser afusellada per ordre de Stalin el 1941). Posteriorment, els bolxevics van dissoldre l'Assemblea Constituent i van procedir a governar el país com un estat unipartidista amb tots els partits de l'oposició il·legalitzats el 1921. Una manifestació simultània a favor de l'Assemblea Constituent va ser dispersada amb la força, però hi va haver poques protestes després.
La primera gran repressió de la Txeka amb l'assassinat de socialistes llibertaris a Petrograd va començar l'abril de 1918. L'1 de maig de 1918, va tenir lloc una batalla campal a Moscou entre els anarquistes i la policia bolxevic.

### Revolta de l'Assemblea Constituent
La Unió de Regeneració va ser fundada a Moscou l'abril de 1918 com una organització clandestina de "resistència democràtica" als bolxevics, composta pels socialistes populars i "representants personals" dels socialistes revolucionaris de dreta, els cadets i els defensistes, entre d'altres. Tenien la tasca de sostenir les forces antibolxevics i de crear un sistema estatal rus basat en la "consciència estatal, el patriotisme i les llibertats civils" amb l'objectiu d'alliberar el país del jou "germano-bolxevic".
El 7 de maig de 1918, el Vuitè Consell del Partit Socialista Revolucionari va començar a Moscou i va reconèixer el paper principal de la Unió, deixant de banda la ideologia política i la classe amb l'objectiu de la salvació de Rússia. Van decidir iniciar un aixecament contra els bolxevics amb l'objectiu de reconvocar l'Assemblea Constituent Russa. Mentre es feien els preparatius, les legions txecoslovaques van enderrocar el domini bolxevic a Sibèria, els Urals i la regió del Volga a finals de maig i principis de juny de 1918 i el centre de l'activitat dels Socialistes Revolucionaris es va traslladar allà. El Govern Provisional Socialrevolucionari de Sibèria Autònoma va arribar al poder el 29 de juny de 1918, després de la revolta de Vladivostok.

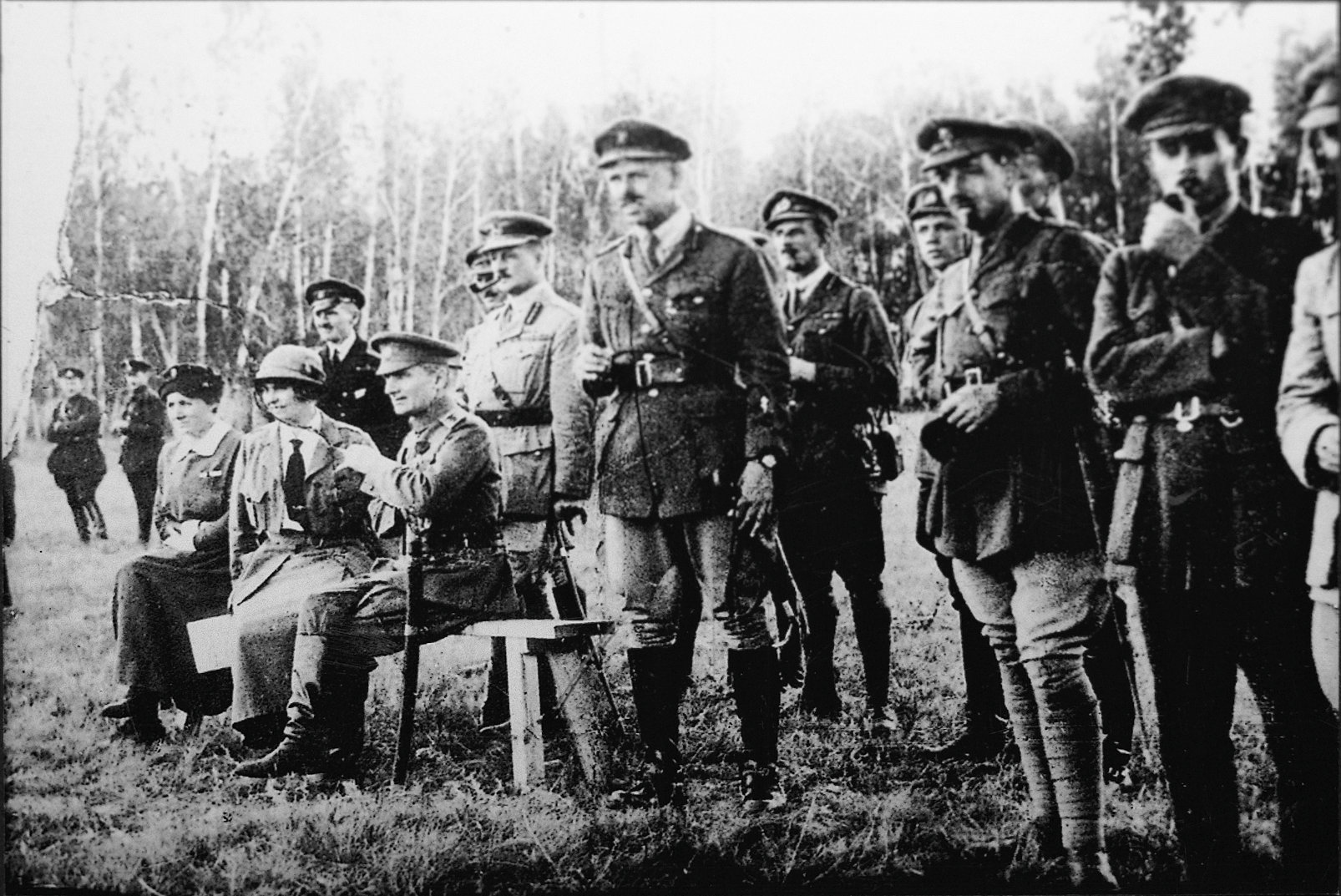
L'almirall Alexander Kolchak (assegut) i el general Alfred Knox (darrere de Kolchak) observant un exercici militar, 1919

### Moviment blanc i intervencions estrangeres

###### De la "contrarevolució democràtica" al moviment blanc
La principal força militar i política russa que s'oposava als bolxevics era coneguda com el Moviment Blanc, o simplement els Blancs; les seves formacions armades eren conegudes com l' Exèrcit Blanc.
Alguns historiadors distingeixen el moviment blanc de l'anomenada "contrarevolució democràtica"  liderada principalment pels socialistes republicans de dretes i els menxevics que s'adherien als valors de la democràcia parlamentària i mantenien contragoverns antibolxevics ( Komuch, Directori d'Ufa ) sobre la base de l'aliança amb els partits de dretes de Rússia fins al novembre de 1918. Fins a aquest període, la democràcia parlamentària era la principal tendència de les forces antibolxevics a l'est (però no al sud) de Rússia, però des de llavors, el moviment blanc es va unificar en una plataforma autoritària-dretana al voltant de la figura d' Alexander Kolchak, que va arribar al poder mitjançant un cop militar com a principal líder i el seu govern de tota Rússia. Després del cop d'estat de Kolchak, els socialistes socialistes de dreta i els menxevics es van oposar als blancs i van cooperar amb ambdues faccions de la Guerra Civil a nivell tàctic, alhora que intentaven enderrocar les administracions blanques o establir-se com a "la tercera força" de la guerra: per exemple, van intentar organitzar un motí anti-Kolchak el novembre de 1919 amb l'ajuda del general txec Radola Gajda, i el 1920 van formar una organització anomenada "Centre Polític" i van enderrocar amb èxit l'administració blanca a Irkutsk.
Tot i que el moviment blanc incloïa una varietat d'opinions polítiques, des dels liberals, passant pels monàrquics i els ultranacionalistes Centenars Negres, i no tenia un líder o una doctrina universalment acceptats, la força principal darrere del moviment eren els oficials conservadors, i el moviment resultant compartia molts trets amb els moviments contrarevolucionaris de dretes generalitzats de l'època, és a dir, el nacionalisme, el racisme, la desconfiança envers la política liberal i democràtica, el clericalisme, el menyspreu per l'home comú i l'aversió a la civilització industrial; tot i que no tots els participants del moviment volien una restauració del tsarisme, generalment el preferia a la revolució, i el seu objectiu principal va ser establir un ordre que compartís les principals característiques de l'imperial; el seu programa positiu es resumia en gran mesura en el lema de "Rússia unida i indivisible", que significava la restauració de les fronteres estatals imperials (excloent Polònia i Finlàndia) i la seva negació del dret a l'autodeterminació i la resultant hostilitat cap als moviments per la independència nacional; El moviment s'associa amb pogroms i antisemitisme, tot i que les seves relacions amb els jueus eren més complexes, ja que al principi, per exemple, els propietaris jueus donaven suport als antibolxevics, però més tard el moviment es va fer conegut pels seus pogroms antisemites i la propaganda i discriminació contra els jueus.
Quan es va crear l'Exèrcit Blanc, es va utilitzar l'estructura de l'Exèrcit Rus del període del Govern Provisional, mentre que gairebé cada formació individual tenia les seves pròpies característiques. L'art militar de l'Exèrcit Blanc es basava en l'experiència de la Primera Guerra Mundial, que, tanmateix, va deixar una forta empremta en les especificitats de la Guerra Civil.

### Intervenció aliada
Els aliats occidentals van armar i donar suport als blancs. Estaven preocupats per una possible aliança russo-alemanya, la possibilitat que els bolxevics fessin complir les seves amenaces d'impagar els enormes deutes externs de la Rússia imperial i la possibilitat que les idees revolucionàries comunistes s'estenguessin (una preocupació compartida per moltes potències centrals). Per tant, molts dels països van expressar el seu suport als blancs, inclòs el subministrament de tropes i subministraments. Winston Churchill va declarar que el bolxevisme havia de ser "estrangular al seu bressol". Els britànics i els francesos havien donat suport a Rússia durant la Primera Guerra Mundial a gran escala amb materials bèl·lics.
Després del tractat, semblava que gran part d'aquell material cauria a les mans dels alemanys. Per fer front a aquest perill, els aliats van intervenir amb Gran Bretanya i França enviant tropes als ports russos. Hi va haver enfrontaments violents amb els bolxevics. Gran Bretanya va intervenir en suport de les forces blanques per derrotar els bolxevics i evitar l'expansió del comunisme per Europa.

### Intervenció antibolxevic de les Potències Centrals
Les Potències Centrals també van donar suport a les forces antibolxeviques i als Blancs; després del Tractat de Brest-Litovsk, els principals objectius de la intervenció van ser mantenir els territoris recentment conquerits i evitar el restabliment del Front Oriental. Després de la derrota de les Potències Centrals, molts exèrcits que es van quedar van ajudar principalment la Guàrdia Blanca Russa a erradicar els comunistes als països bàltics fins a la seva eventual retirada i derrota. Les faccions proalemanyes van lluitar contra els estats bàltics recentment independents fins a la seva derrota pels Estats Bàltics, recolzades pels Aliats victoriosos.

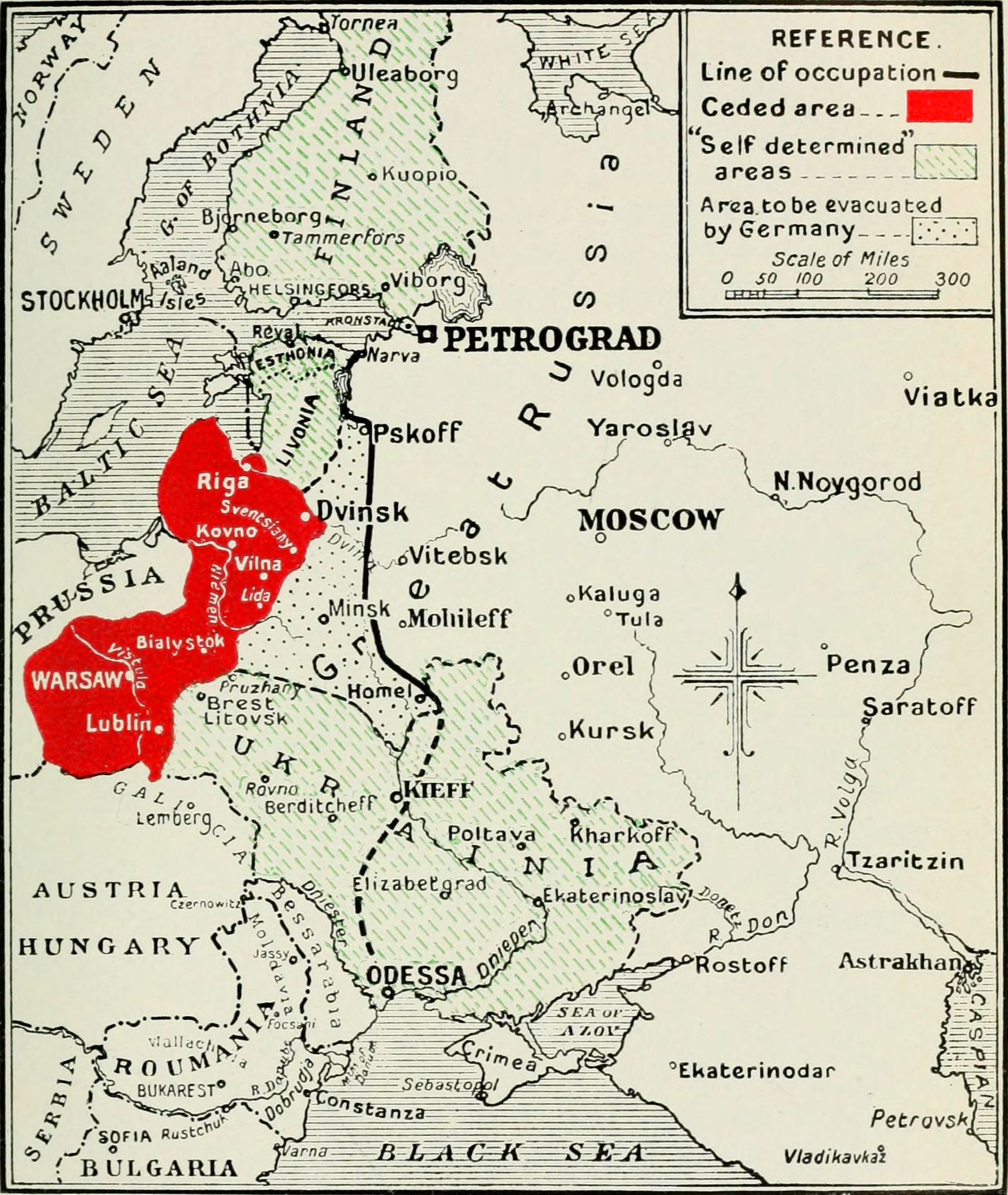
Fronteres dels estats tampó dibuixades pel Tractat de Brest-Litovsk

### Moviments independentistes i protectorats alemanys
L'Imperi Alemany va crear diversos estats tampó de curta durada dins de la seva esfera d'influència després del Tractat de Brest-Litovsk: el Ducat Unit del Bàltic, el Ducat de Curlàndia i Semigàl·lia, el Regne de Lituània, el Regne de Polònia, la República Popular Bielorussa i l'Estat Ucraïnès. Després de l'armistici d'Alemanya a la Primera Guerra Mundial el novembre de 1918, els estats van ser abolits.
Finlàndia va ser la primera república que va declarar la seva independència de Rússia el desembre de 1917 i es va establir durant la posterior Guerra Civil Finlandesa entre els Guàrdies Blancs nacionalistes recolzats per Alemanya i els Guàrdies Rojos socialistes recolzats pels bolxevics, de gener a maig de 1918. La Segona República Polonesa, Lituània, Letònia i Estònia van formar els seus propis exèrcits immediatament després de l'abolició del Tractat de Brest-Litovsk i l'inici de l'ofensiva soviètica cap a l'oest i la posterior Guerra Poloneso-Soviètica el novembre de 1918.

### Oposició i repressió a la Rússia soviètica

###### Exclusió de menxevics i socialistes republicans
Al Cinquè Congrés dels Soviets de Tota Rússia del 4 de juliol de 1918, els socialistes revolucionaris d'esquerres van tenir 352 delegats en comparació amb els 745 bolxevics d'un total de 1132. Els socialistes revolucionaris d'esquerres van plantejar desacords sobre la supressió dels partits rivals, la pena de mort i, principalment, el Tractat de Brest-Litovsk. Els bolxevics van excloure els socialistes revolucionaris de dreta i els menxevics del govern el 14 de juny per associar-se amb contrarevolucionaris i intentar "organitzar atacs armats contra els obrers i camperols" (tot i que els menxevics no existien com a moviment unit i estaven dividits en les faccions d'esquerra "internacionalista" i més de dreta), mentre que els socialistes revolucionaris d'esquerres defensaven la formació d'un govern de tots els partits socialistes. Els socialistes revolucionaris d'esquerres van estar d'acord amb l'execució extrajudicial dels opositors polítics per aturar la contrarevolució, però es van oposar a que el govern pronunciés legalment les condemnes a mort, una posició inusual que s'entén millor en el context del passat terrorista del grup. Els socialistes republicans d'esquerra es van oposar fermament al Tractat de Brest-Litovsk i a la insistència de Trotski que ningú intentés atacar les tropes alemanyes a Ucraïna.
Segons l'historiador Marcel Liebman, les mesures de Lenin en temps de guerra, com ara la prohibició dels partits de l'oposició, van ser impulsades pel fet que diversos partits polítics van prendre les armes contra la nova República Socialista Federativa Soviètica de Russa, o van participar en sabotatges, col·laboració amb els tsaristes deposats, o van fer intents d'assassinat contra Lenin i altres líders bolxevics. Liebman va assenyalar que els partits de l'oposició, com els cadets i els menxevics, que van ser elegits democràticament als soviets en algunes zones, van procedir a utilitzar el seu mandat per acollir forces militars tsaristes i capitalistes estrangeres. En un incident a Bakú, l'exèrcit britànic, un cop convidat, va procedir a executar membres del Partit Bolxevic que s'havien retirat pacíficament del soviet quan no van aconseguir guanyar les eleccions. Com a resultat, els bolxevics van prohibir cada partit de l'oposició quan es va girar contra el govern soviètic. En alguns casos, les prohibicions es van aixecar. Aquesta prohibició de partits no va tenir el mateix caràcter repressiu que les prohibicions posteriors aplicades sota el règim estalinista.

## Períodes de la guerra
La contesa es va desenvolupar en tres fronts principals, est, sud i el nord-oest, i pot ser dividida en tres períodes: 
- El primer període va durar des de la Revolució fins a l'armistici. El primer grup armat contrarevolucionari va ser l'exèrcit de voluntaris a la regió del Don, que després es va unir amb la Legió txecoslovaca a Sibèria. L'est estava controlat per dues administracions d'antibolxevics, Komuch a Samara i el govern nacionalista de Sibèria a Omsk. La majoria dels combats en aquest primer estadi de la guerra van ser gairebé escaramusses entre petits grups amb ràpids canvis d'escenari. Entre els antagonistes, es trobaven els txecoslovacs (coneguts com la Legió Txecoslovaca o els Txecoslovacs Blancs) i els polonesos de la cinquena divisió de rifles.

- El segon període de la guerra, de març a novembre de 1919, va ser clau. Al principi, l'Exèrcit Blanc avançava des del sud dirigit per Anton Denikin, des del nord-est sota el comandament de Nikolai Nikolaevich Yudénich i des de l'est comandat per Aleksandr Kolchak. Aquestes tropes van tenir èxit, i van obligar a retirar-se al nou Exèrcit Roig i avançar cap a Moscou. Però Lev Trotski, després de reformar l'Exèrcit Roig, va ser capaç de repel·lir les forces de Kolchak al juny, i les forces de Denikin i Yudénich a l'octubre. El poder de combat de Koltxak i Denikin es va trencar gairebé simultàniament a mitjans de novembre.

- El període final de la guerra es va caracteritzar per situar les últimes tropes de l'Exèrcit Blanc a Crimea. Pyotr Nikoláyevich Wrangel va reunir els romanents de l'exèrcit de Denikin i va fortificar la seva posició a Crimea amb 150.000 supervivents. Van mantenir aquestes posicions fins que l'Exèrcit Roig va tornar de Polònia, on havia estat lluitant en la Guerra polonesosoviètica des de 1919. Quan la totalitat de les forces de l'Exèrcit Roig es va enfrontar amb els Blancs, aquests van acabar aclaparats. Les tropes que van quedar van ser evacuades a Istanbul el novembre de 1920.

## Desenvolupament de la guerra
El primer intent per a prendre el poder contra els bolxevics va ser l'aixecament Kérenski-Krasnov l'octubre de 1917. Va tenir el suport de l'amotinament Junker a Petrograd, però va ser ràpidament vençut per la Guàrdia Roja. Anglaterra, França i Estats Units, entre d'altres, van intervenir al costat dels Blancs. Després que els aliats van derrotar els imperis centrals al novembre de 1918, van continuar la seva intervenció en la guerra contra el bolxevisme per la seva por que la Guerra Civil russa derivés en una revolució socialista mundial. Lenin va ser sorprès per l'esclat de la Guerra Civil i, en principi, subestimà les forces que s'aixecaven en contra del nou estat.
Els grups que en principi es van aixecar contra els bolxevics eren principalment generals contrarevolucionaris i tropes cosaques locals que van declarar la seva lleialtat al govern provisional. Entre ells, estaven Aleksei Maksímovitx Kaledin i Piotr Nikolàievitx Krasnov (cosacs del Don), Aleksandr Dútov i Grigory Mijáilovich Semenov (cosacs d'Orienburg i de Baikal, respectivament). Al novembre, el general Mikhaïl Vassílievitx Alekséiev, el comandant en cap tsarista més antic, va començar a organitzar una milícia de voluntaris a Novotxerkassk. El desembre s'hi van sumar Lavra Georguiévitx Kornilov, Denikin i molts d'altres. Ajudats per Kaledin, van prendre Rostov al desembre.
Malgrat tot, els cosacs no tenien desitjos de lluitar. Al gener, quan va començar l'ofensiva bolxevic sota el comandament de Vladímir Aleksandrovitx Antónov-Ovséienko, els cosacs van deixar sol Kaledin, que va acabar per suïcidar-se. L'exèrcit voluntari va ser evacuat al febrer i va escapar a Kuban, on es va reunir amb els cosacs de Kuban per muntar un assalt a Ekaterinodar. Kornilov va ser assassinat el 13 d'abril i el comandament va passar a Denikin, que va tornar al Don. Allà, els bolxevics van allistar la població local i la milícia de voluntaris va trobar nous reclutes.
A principi de la primavera de 1918, el Partit Social-Revolucionari i els menxevics es van unir a la lluita armada. En principi, eren forts opositors del conflicte bèl·lic amb els bolxevics, però el tractat de pau amb Alemanya canvià el seu punt de vista. Van poder haver estat una seriosa amenaça, ja que comptaven amb el suport i l'autoritat emanada de la seva victòria en les eleccions a l'Assemblea Constituent Russa el 1918. No obstant això, necessitaven el suport de les armes. Un intent d'hora de reclutar tropes de Letònia el juliol de 1918, dut a terme pel Partit Socialista Revolucionari, va acabar en rotund fracàs. La Legió Txecoslovaca va acabar per anar en ajuda de la contrarevolució democràtica. La Legió Txeca havia estat part del vell exèrcit rus i per a l'octubre de 1917 s'havien allistat al voltant de 30.000 soldats, majoritàriament expresoners de guerra i desertors de l'exèrcit austrohongarès. Auspiciada per Tomás Masaryk, la legió va ser rebatejada amb el nom de «Cos de l'Exèrcit txec».
Un acord dels txecoslovacs amb el govern bolxevic per travessar el mar per Vladivostok va fracassar per un intent comunista de desarmar el Cos txec, i aquesta força va acabar per revoltar-se el juny de 1918 a Chelyabinsk, negant-se a obeir vermells i blancs. En un mes, els txecoslovacs controlaven gran part de l'oest de Sibèria i part de la regió del riu Volga i els Urals. Per al mes d'agost, el seu control s'havia expandit de tal manera que Sibèria (i el seu preuat subministrament de gra) va quedar exclosa de la resta de Rússia.
Els menxevics i el Partit Socialista Revolucionari van donar suport a l'acció contra el control dels subministraments d'aliments exercit pels soviets. El maig de 1918, amb el suport dels txecoslovacs, van prendre Samara i Saràtov, establint el Comitè de Membres de l'Assemblea Constituent. Per juliol, l'autoritat dels menxevics es va estendre a una gran part de l'àrea que es trobava sota domini txec. Van intentar reprendre les operacions contra Alemanya i van començar a formar el seu propi exèrcit. També van implementar un programa de reformes socialistes, però sense els profunds canvis econòmics que els soviets estaven realitzant i que eren tan populars.
S'estaven desenvolupant una mena de governs conservatius i nacionalistes dominats pels baskirs, els kirguizis i els tàrtars, i també un Govern Regional Siberià a Omsk. El setembre de 1918, tots els governs antisoviètics es van reunir a Ufà i van acordar formar un nou govern provisional rus a Omsk, encapçalat per un directori format per cinc integrants: tres del Partit Socialista Revolucionari (Avkséntiev, Bóldyrev i Zenzínov) i dos Kadets (Vinogradov i Volgogódskii).
Ràpidament, el nou govern va ser influït pel Govern Regional Siberià i el seu nou ministre de guerra Aleksandr Vasílievich Kolchak, que disposava de la força militar que no tenia el nou govern. El 18 novembre 1918, Kolchak va ser erigit com a dictador per un cop d'estat. Els membres del directori van ser arrestats i Kolchak va ser ascendit a almirall, proclamant-se a si mateix com el "governant suprem" de Rússia.
Per als soviètics, aquest canvi de comandament era un problema militar i una victòria política, ja que titllava els seus oponents de reaccionaris antidemocràtics, a més que el sobtat ascens de Kolchak generava les immediates suspicàcies entre els altres generals blancs, augmentant les dissensions en un bàndol que ja era desorganitzat. Però, com els soviets temien, Kolchak va provar ser un comandant capaç. Després d'una reorganització del seu Exèrcit Popular, Kolchak, amb les seves forces, va irrompre a Perm i va expandir el seu control sobre territori soviètic.
En territori soviètic, seguint el Cinquè Congrés Soviet de juliol, dos esquerrans del Partit Socialista Revolucionari (Yakov Blyúmkin i Nicolay Andréyew) van assassinar l'ambaixador alemany a Moscou, comte Mirbach, en un intent de provocar els alemanys i reprendre les hostilitats. Un altre esquerrà del Partit Socialista Revolucionari va capturar prominents bolxevics i va intentar aixecar l'Exèrcit Roig contra el règim.
Els soviets van poder aplacar els aixecaments locals organitzats pel Partit Socialista Revolucionari i els anarquistes. Lenin es va disculpar personalment davant els alemanys per l'assassinat, tot i que era improbable una represàlia alemanya per estar immersos en plena campanya occidental. Hi va haver arrestos massius a l'ala esquerra del Partit Socialista Revolucionari i els dos actes terroristes que van tenir lloc més tard, entre aquests l'atac a Lenin, que el va deixar ferit, van derivar en l'expulsió dels menxevics i del Partit Socialista Revolucionari dels soviets.

## Reorganització de l'Exèrcit Roig

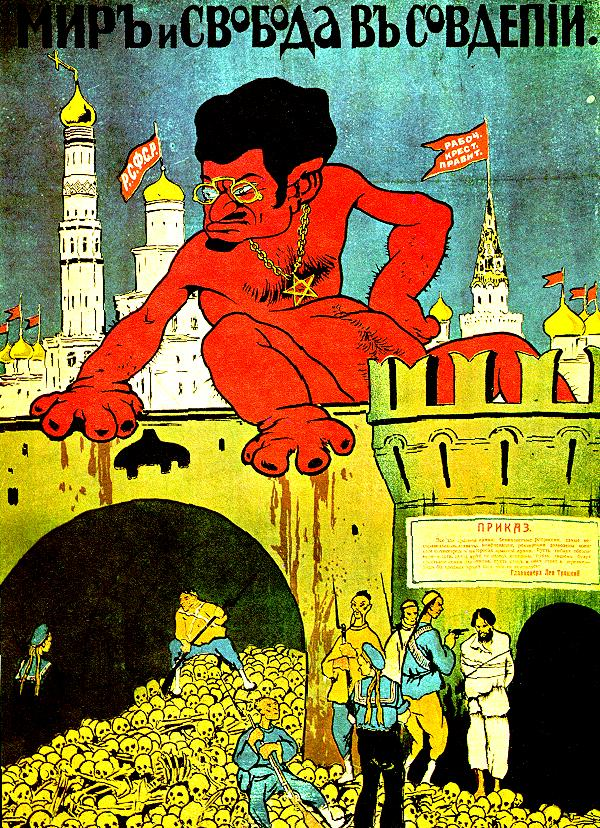
Sàtira referida a Trotski, representat com un dimoni

Atès que el desenvolupament d'una guerra civil a Rússia es tornava inevitable i imminent a partir de la signatura del tractat de Brest-Litovsk, Lev Trotski va ser designat comissari de guerra el 1918. Des d'un centre de la Guàrdia Roja, que havia estat armat pel govern provisional, Trotski va reconstruir l'Exèrcit Roig mitjançant el reclutament. Per a l'any 1921, els bolxevics van comandar al voltant de cinc milions de soldats, incloent-hi 50.000 antics oficials tsaristes convocats per entrenar els reclutats.
La política del comunisme de guerra li va atorgar prioritat a l'Exèrcit Roig. Mentre els bolxevics controlaven les principals regions industrials, també estaven relativament ben equipats. Els millors sistemes de comunicació, en particular els trens, estaven sota el control dels bolxevics, i permetien que tant els soldats com els subministraments necessaris fossin veloçment transportats al camp de batalla, en establir-se l'administració bolxevic sobre tots els mitjans de transport, permetent-ne un maneig eficaç.
Els avantatges més importants que tenia l'Exèrcit Roig sobre l'Exèrcit Blanc eren disciplina i capacitat de lideratge. Mentre que Lenin era el líder indiscutible del Partit Bolxevic, Trotski era el brillant organitzador militar dirigint activitats en els fronts de la guerra. Viatjant en el seu llegendari tren, va augmentar la moral a l'Exèrcit Roig i va dissenyar estratègies. També reintroduí una estricta disciplina, després d'un curt període d'igualtat sota la Primera Ordre Soviet; en adonar-se que la igualtat entre soldats impedia la disciplina necessària per a l'esforç de guerra, Trotski reimplanta la disciplina militar de l'època tsarista, així com les jerarquies i el principi d'obediència. Els desertors eren afusellats, així com els que desobeïssin ordres, mentrestant comissaris polítics i bolxevics compromesos eren posats en diferents rangs per assegurar la lleialtat dels soldats.

## Conseqüències
Per l'elevat nombre de baixes, la guerra es considera un dels pitjors conflictes de la història. Al final dels enfrontaments, la Rússia Soviètica es trobava exhausta i arruïnada. Les sequeres de 1920 i 1921 i la fam de 1921 van empitjorar la situació. La guerra es va cobrar al voltant de nou milions de vides tan sols uns mesos després de la Revolució d'Octubre. Un milió de persones moriren per efectes indirectes de la guerra. Un altre milió abandonaren Rússia escapant dels estralls de la guerra i de la fam. Aquesta fracció d'emigrants incloïa gran part de la població educada.
El comunisme de guerra va salvar el govern soviètic durant la Guerra Civil, però l'economia russa va decaure fins a estancar-se. La indústria privada i el comerç van ser proscrits i el recentment establert i poc estable govern era incapaç de dirigir l'economia per satisfer les necessitats del devastat poble rus. S'estima que la producció total de les mines i fàbriques va caure el 1920 a un 20% del nivell anterior a la guerra mundial.
Per 1921, la terra conreada era només el 62% de l'àrea de preguerra i el rendiment de la collita era només el 37% del rendiment normal. El nombre de cavalls va disminuir de 35 milions el 1916 a 24 milions el 1920, i el bestiar de 58 a 37 milions. La taxa de canvi per al dòlar dels Estats Units va pujar de 2 rubles el 1914 a 1.200 el 1920.
La combinació dels efectes de la Primera Guerra mundial i de la Guerra Civil russa va deixar una gran cicatriu en la societat russa, tot i que la Unió Soviètica va ser capaç de suportar una inèdita recuperació econòmica sobre la base de la Nova Política Econòmica (NEP).